# 莫斯科会议 (1945年)
莫斯科外交部长会议，又称临时外交部长会议，于1945年12月16日至26日在莫斯科举行，由美国、英国、苏联三国外交部长举行。他们讨论了占领问题、建立和平问题以及其他远东问题。
詹姆斯·弗朗西斯·伯恩斯代表美国，欧内斯特·贝文代表英国，维亚切斯拉夫·莫洛托夫代表苏联參加會議。 1945年12月27日，他们在会议后发表了一份公报。
这次会议是盟军在二战期间举行的其他一些会议之一，其中包括在开罗、雅尔塔和波茨坦举行的会议。

## 文章
会议結束後發表《苏英美公报》，其中有以下条款： 
1. 准备与意大利、罗马尼亚、保加利亚、匈牙利和芬兰签订和平条约。
2. 成立远东委员会和日本同盟委员会。
3. 韩国
4. 中国
5. 罗马尼亚
6. 保加利亚
7. 联合国设立原子能控制委员会

## 后果
莫斯科会议被认为对苏联有利。这次会议是伯恩斯提议的，没有向法国或中国发出邀请，也没有首先与英国协商。这与苏联此前想要的目标——法国和中国被排除在有关欧洲小轴心国的和平解决方案之外——是一致的，并在英国和美国之间造成了裂痕。会议还承认了罗马尼亚和保加利亚的亲苏政府，承认了苏联在战后日本的地位，建立了对原子能的国际控制，并就朝鲜半岛的托管问题达成了协议——所有这些都被视为成功。 苏联当时在美国驻莫斯科大使馆任职的美国资深外交官乔治·凯南亲眼目睹了整个过程，并在他的日记中写到美国国务卿伯恩斯：“这项协议背后的现实，是会议涉及的韩国人、罗马尼亚人和伊朗人对此一无所知，会议并不关心他们。他们只希望达成协议，以在国内产生政治影响。俄罗斯人知道这一点。他们将会为这种表面上的成功付出沉重的代价。”  :287–288
《伦敦经济学人》在 1947 年撰文指出，莫斯科会议“结束了战后的阶段，在这个阶段中，胜利者坚信他们能够制定出商定的政策……无论愿意与否，世界政治都回到了平衡的方向”。现在，问题往往取决于两个群体的相对实力或影响力。” 

### 欧洲
1947 年《巴黎和约》是意大利、罗马尼亚、保加利亚、匈牙利和芬兰的最终和平解决方案。

### 韩国

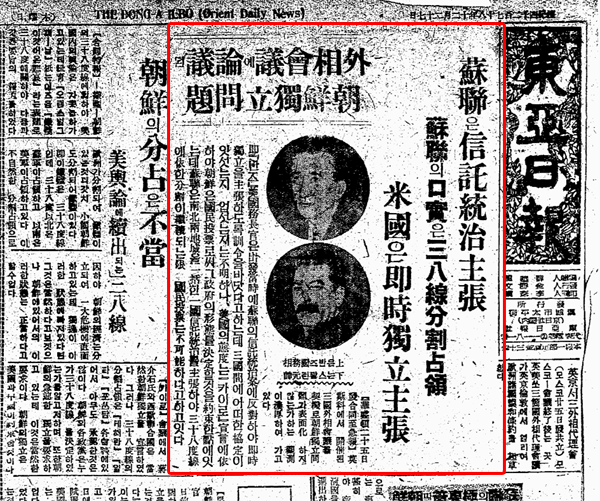
1945年12月27日，韩国报纸《东亚日报》 。

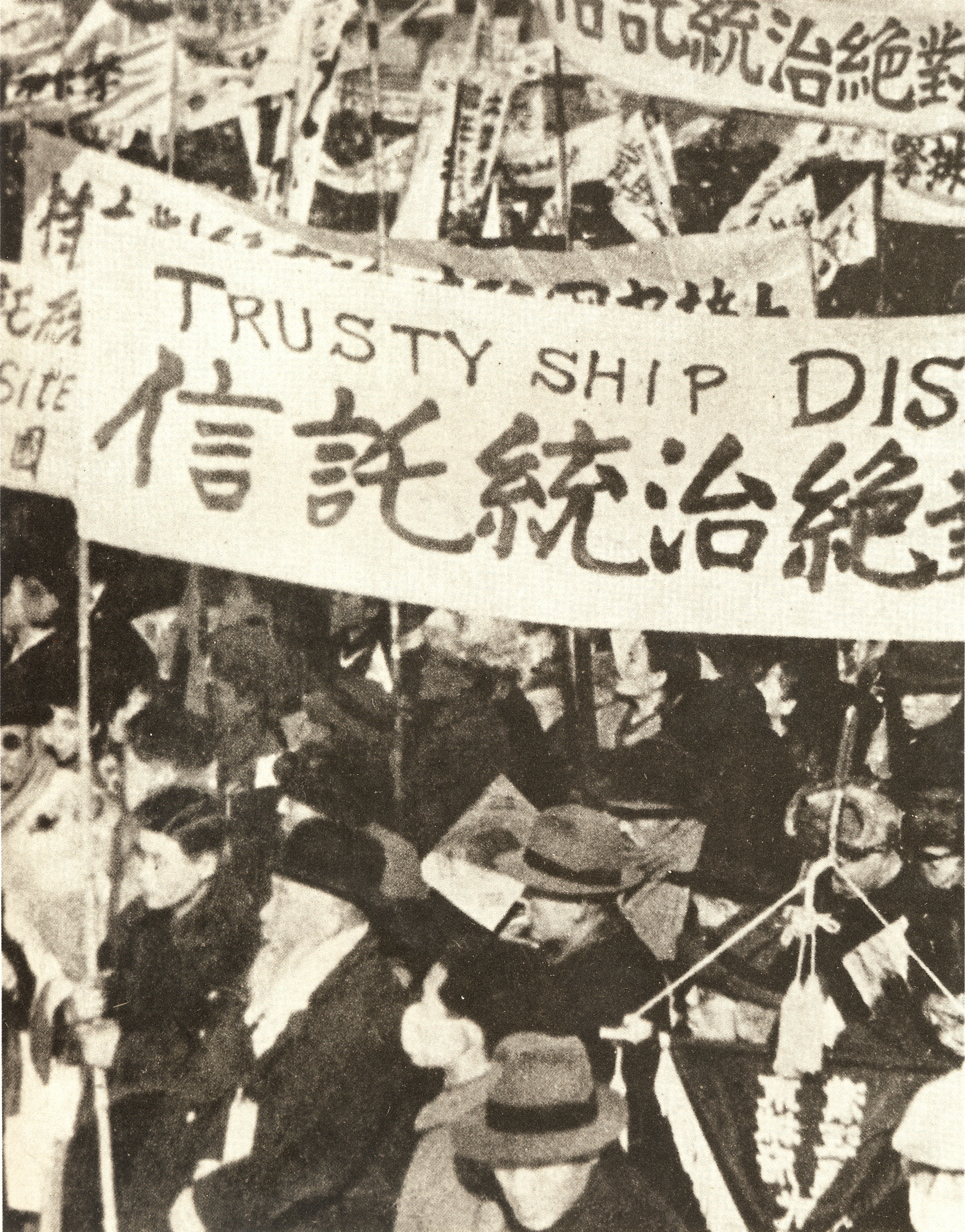
反信托统治集会，1945 年 12 月。

1945 年 12 月 25 日，在宣布会议最终决定之前，合众社报道称，“据报道，国务卿伯恩斯前往俄罗斯，指示敦促立即独立，而不是俄罗斯的托管论。” 国内媒体12月27日转载了该报道。该公报于12月28日在韩国正式公布。
关于韩国的部分由四段组成。第三段呼吁成立一个由美国、苏联、英国和中国组成的联合控制的委员会，其中包括决定需要四国托管长达五年的时间。朝鲜获得独立。  :34韩国政治左翼和右翼都反对这一托管计划，有人认为这一计划将使韩国成为四个大国的附庸。  :26
同样在12月27日发生的针对托管计划的抗议活动在12月28日愈演愈烈。在右翼，这些抗议活动由金九领导。 12月29日，在京桥庄成立了一个由76名成员组成的反对托管计划的委员会，其中包括朝鲜共产党朴宪永等左翼领导人。接下来的几天里，抗议、散发传单和媒体言论仍在继续。然而，1946年1月3日，共产党改变立场，发表声明支持会议公报。这一转变并未受到公众的欢迎。这一转变恰逢苏联将军安德烈·阿列克谢耶维奇·罗曼年科于12月30日抵达平壤，这证实了这一转变是由于苏联指令所致的理论。 左翼对反托管运动的偏离，导致左翼与右翼的对抗加剧。 
到 1 月 23 日，针对托管计划的骚乱有所平息，右翼政治团体不再鼓吹暴力和不合作反对军政府。 联合委员会在 1946 年和 1947 年期间召开了会议，但遭到越来越多的阻挠，主要是来自苏联。苏联在后来的朝鲜加强了军事集结，并阻止了1948 年联合国监督的选举在朝鲜举行。莫斯科会议未能和平解决朝鲜问题，最终导致1950年的朝鲜战争。  :34
韩国每年 12 月 28 日都会纪念反托管胜利抗议活动

### 原子能
联合国原子能委员会根据联合国大会第一项决议于 1946 年 1 月 24 日成立。

## 显著的问题
会议没有讨论有关伊朗、西班牙、希腊、利比亚或达达尼尔海峡的悬而未决的问题。  苏联不愿意从伊朗撤军，并以《俄波友好条约》为由，声称他们的存在是为了保护巴库而合法的。 为了对抗英美从伊朗撤军的要求，苏联敦促英国从希腊撤军。苏联重申了波茨坦和伦敦会议上的立场，再次提出在达达尼尔海峡建立军事基地的要求。 

## 脚注
1. ↑  . www.ibiblio.org.   [April 10, 2021]. （原始内容存档于2023-10-15）.
2. ↑  Lee, Jongsoo, Lee, Jongsoo , 编, , The Partition of Korea after World War II: A Global History (New York: Palgrave Macmillan US), 2006: 69–126  [April 10, 2021], ISBN 978-1-4039-8301-5, doi:10.1057/9781403983015_3 （英语）
3. ↑  Mason, Edward S. . International Organization. 1947, 1 (3): 475–487  [2023-10-15]. ISSN 0020-8183. JSTOR 2704246. S2CID 154480718. doi:10.1017/S0020818300005166. （原始内容存档于2023-10-15）.
4. ↑  . UPI.   [April 10, 2021]. （原始内容存档于2022-05-10） （英语）.
5. ↑  . contents.history.go.kr.   [April 10, 2021]. （原始内容存档于2021-04-10）.
6. ↑  . DongA. December 12, 2004  [April 10, 2021]. （原始内容存档于2023-10-16）.
7. 1 2  . DongA. December 29, 2005  [April 10, 2021]. （原始内容存档于2023-10-15）.
8. ↑  . history.state.gov.   [April 10, 2021]. （原始内容存档于2023-10-15）.
9. ↑  . contents.history.go.kr.   [April 10, 2021]. （原始内容存档于2023-10-15）.
10. ↑  . Advertiser (Adelaide, SA : 1931 - 1954). December 29, 1945: 1  [April 11, 2021].
11. ↑  . Canberra Times (ACT : 1926 - 1995). December 29, 1945: 1  [April 11, 2021].
12. ↑  PIERPOINT, DAVID.  (PDF). CORE. December 1, 1999  [April 11, 2021]. （原始内容存档 (PDF)于2023-05-28）.
13. ↑  Roberts, Geoffrey. . Journal of Contemporary History. 2011, 46 (1): 58–81  [2023-10-15]. ISSN 0022-0094. JSTOR 25764609. S2CID 161542583. doi:10.1177/0022009410383292. hdl:20.500.12323/1406 . （原始内容存档于2022-12-12）.
14. . avalon.law.yale.edu.   [May 25, 2020]. （原始内容存档于2017-11-08）.
15. Kennan, George F. . Boston: Little, Brown. 1967.
16. Leckie, Robert. . New York: G. P. Putnam's Sons. 1962. LCCN 62-10975.
17. Scalapino, Robert A; College, Naval War. . Government Printing Office. 2006. ISBN 978-1-884733-36-9 （英语）.